# 严鹏程
严鹏程（1972年12月—），男，汉族，四川仪陇人。中华人民共和国政治人物。曾任国家发展改革委国民经济综合司司长、新闻发言人，河北省人民政府副省长，中共河北省委常委、秘书长。现任中共中央财办副主任。

## 生平
1994年毕业于兰州大学经济系国民经济管理学专业，1997年取得北京大学经济学院政治经济学专业硕士学位，同年进入人民日报社工作，历任总编室校检组干部，《市场报》编辑、总编室副主任、总编室主任。
2006年8月至2015年11月，在国务院应急管理办公室任职，历任四处干部、调研员、副处长、处长，副巡视员、巡视员。2015年11月，调至国家发展改革委担任办公厅巡视员。2016年12月，任国家发展改革委政策研究室主任。2017年3月，兼任国家发展改革委新闻发言人。2018年9月，改任国家发展改革委国民经济综合司司长。
2021年2月，严鹏程调任河北省人民政府副省长、党组成员。2022年1月，兼任北京2022年冬奥会和冬残奥会组织委员会副主席。2023年5月，任中共河北省委常委，兼任省委秘书长。
2024年4月，严鹏程调回北京市，出任中共中央财办副主任。

## 來源
1. ↑  . 新浪财经. 2003-07-19  [2020-08-24]. （原始内容存档于2003-07-27）.
2. ↑  . 中华人民共和国国务院新闻办公室. 2018-01-02  [2020-08-24]. （原始内容存档于2020-08-24）.
3. ↑  . new.qq.com.   [2021-02-23].
4. ↑  . 新华网.   [2022-01-20]. （原始内容存档于2022-02-26）.
5. ↑  . 中国经济网.   [2023-05-06]. （原始内容存档于2023-05-22）.
6. ↑  . 中国经济网.   [2023-05-08]. （原始内容存档于2023-05-22）.
7. ↑  . 中国经济网.   [2024-04-10]. （原始内容存档于2024-05-19）.

| 中国共产党职务         | 中国共产党职务                                              | 中国共产党职务 |
| ---------------------- | ----------------------------------------------------------- | -------------- |
| 前任： 廉毅敏          | 中国共产党河北省委员会秘书长 2023年5月－2024年4月           | 空缺           |
| 中華人民共和國政府职务 |                                                             |                |
| 前任： 丛亮            | 国家发展和改革委员会国民经济综合司司长 2018年9月－2021年2月 | 繼任： 袁达    |
| 前任： 施子海          | 国家发展和改革委员会政策研究室主任 2016年12月－2018年9月    | 繼任： 袁达    |